# Liste des édifices labellisés « Architecture contemporaine remarquable » de l'Orne
Cet article recense les édifices labellisés « Architecture contemporaine remarquable » de l'Orne, en France.
Le label « Architecture contemporaine remarquable » remplace depuis 2016 l'ancien label « Patrimoine du XXe siècle ». Il ne prend en compte que des édifices de moins de 100 ans à la date de labellisation, et qui ne sont pas protégés comme monuments historiques.
Au début 2024, l'Orne compte 13 édifices ainsi labellisés.

## Liste
| Monument                             | Commune                      | Adresse                             | Coordonnées                        | Notice     | Date | Illustration               |
| ------------------------------------ | ---------------------------- | ----------------------------------- | ---------------------------------- | ---------- | ---- | -------------------------- |
| Ancienne gare routière               | Alençon                      | Place du Général-Bonet              | 48° 25′ 54″ nord, 0° 05′ 32″ est   | ACR0000866 | 2007 | Image manquante Téléverser |
| Châteaux d'eau d'Écouves             | Alençon                      | Route d'Écouves Rue Lazare-Carnot   | 48° 26′ 54″ nord, 0° 05′ 16″ est   | ACR0000867 | 2007 | Image manquante Téléverser |
| Immeuble Moulinex                    | Alençon                      | avenue Jean-Mantelet                | 48° 25′ 00″ nord, 0° 06′ 11″ est   | ACR0000868 | 2007 | Image manquante Téléverser |
| Église Saint-Michel                  | Argentan                     | Rue Jeanne-d'Arc                    | 48° 44′ 52″ nord, 0° 00′ 36″ ouest | ACR0000869 | 2004 | Image manquante Téléverser |
| Hôtel de ville                       | Argentan                     | Place du Docteur-Couinaud           | 48° 44′ 38″ nord, 0° 00′ 59″ ouest | ACR0000870 | 2007 | Image manquante Téléverser |
| Église du Sacré-Cœur                 | Bagnoles de l'Orne Normandie | 6 boulevard Albert-Christophle      | 48° 33′ 21″ nord, 0° 24′ 50″ ouest | ACR0000871 | 2004 | Église du Sacré-Cœur       |
| Pavillon des Fleurs                  | Bagnoles de l'Orne Normandie | 18 rue du Professeur-Jacques-Louvel | 48° 33′ 17″ nord, 0° 25′ 02″ ouest | ACR0000872 | 2007 | Image manquante Téléverser |
| Maison la Tuilerie                   | Cour-Maugis sur Huisne       |                                     | à géolocaliser                     | ACR0000875 | 2007 | Image manquante Téléverser |
| Bains-douches                        | Flers                        | 247 rue Simons                      | 48° 45′ 01″ nord, 0° 34′ 26″ ouest | ACR0000874 | 2007 | Image manquante Téléverser |
| Salle des fêtes la Petite A          | Flers                        | 77 rue Simons                       | 48° 44′ 54″ nord, 0° 34′ 23″ ouest | ACR0000873 | 2007 | Image manquante Téléverser |
| Maison L'Hermitage                   | Rémalard en Perche           |                                     | à géolocaliser                     | ACR0000876 | 2007 | Image manquante Téléverser |
| Église Saint-Pierre                  | Saint-Pierre-du-Regard       | 6 rue de la Roque                   | 48° 50′ 33″ nord, 0° 32′ 53″ ouest | ACR0000877 | 2004 | Image manquante Téléverser |
| Chapelle de l'ancien grand séminaire | Sées                         | 55 rue d'Argentrée                  | 48° 36′ 26″ nord, 0° 11′ 00″ est   | ACR0000878 | 2004 | Image manquante Téléverser |